# Palazzo Krasiński (Ursynów)
Il Palazzo Krasiński in Urysnów (in polacco Pałac Krasińskich na Ursynowie), detto anche Palazzo Rozkosz è un palazzo neorinascimentale situato nel quartiere Ursynów di Varsavia in via Nowoursynowska 166, sede del rettorato dell'Università di Varsavia di scienze della vita. Non deve essere confuso con il Palazzo della Repubblica nel centro di Varsavia, anche chiamato Palazzo Krasiński.

## Storia
Alla fine del XVII secolo il re Giovanni III Sobieski acquistò quest'area e la incorporò alla tenuta di Wilanów. Nel 1775 August Czartoryski la affittò a Józef Maisonneuve, ciambellano del re Stanisław August Poniatowski. Nel 1780 Stanisław Kostka Potocki e sua moglie Aleksandra nata Lubomirska ricostruirono il palazzo. L'architetto era Christian Piotr Aigner. A quei tempi il complesso del parco e del palazzo si chiamava „Rozkosz” - "Delizia" in italiano. Nella prima metà del XIX secolo cambiò spesso proprietario. Julian Ursyn Niemcewicz, famoso scrittore e politico polacco, visse qui dal 1822. Il nome del quartiere - Ursynów - deriva dal suo nome. Dal 1857 il palazzo fu di proprietà della famiglia Krasiński. Negli anni 1858-1860 il palazzo fu ricostruito in stile neorinascimentale su richiesta di Eliza Krasińska nata Branicka, moglie del poeta Zygmunt e poi suo lontano parente Ludwik. Il palazzo fu posseduto dalla famiglia Krasiński fino al 1906, quando Adam Krasiński lo donò al Seminarium Nauczycieli Ludowych – una scuola per insegnati. Nel 1956 l'area fu ceduta alla Scuola Principale di scienze della vita. Il palazzo è circondato dal parco, riserva naturale dal 1996.